# Cộng hòa Xã hội chủ nghĩa Xô viết Estonia
Cộng hòa Xã hội chủ nghĩa Xô viết Estonia (Tiếng Estonia: Eesti Nõukogude Sotsialistlik Vabariik ; Tiếng Nga: Эстонская Советская Социалистическая Республика, Estonskaya Sovetskaya Sotsalisticheskaya Respublika) từng là một cộng hòa thuộc Liên bang Xô viết. CHXHCNXV Estonia ban đầu được thành lập trên lãnh thổ của Cộng hòa Estonia trước đây vào ngày 21 tháng 7 năm 1940, sau khi quân đội Liên Xô tiến vào nước này vào ngày 17 tháng 6 năm 1940 và lập nên một chính phủ được Liên Xô ủng hộ, và sau đó tuyên bố Estonia trở thành một nhà nước Xô viết. Vào ngày 9 tháng 8 năm 1940, Estonia sáp nhập vào Liên Xô và chỉ sau đó khoảng một năm, lãnh thổ này bị Đức Quốc xã xâm chiếm từ 1941 đến 1944.
Hầu hết các nước phương Tây không công nhận sự sáp nhập Estonia vào Liên Xô và chỉ công nhận chính quyền Xô viết một cách không chính thức hoặc không công nhận tất cả. Một số nước trong số này tiếp tục công nhận các nhà ngoại giao và lãnh sự Estonia với đầy đủ trách nhiệm theo tên của chính phủ cộng hòa trước năm 1940. Do chính sách không công nhận này nên về lý thuyết, phương Tây coi Estonia vẫn là một quốc gia độc lập nằm dưới sự chiếm đóng bất hợp pháp trong thời kỳ 1940-1991. Cộng hòa Estonia tái lập nền độc lập vào ngày 20 tháng 8 năm 1991.

## Kinh tế
Trong hệ thống kinh tế của Liên Xô, tất cả số tiền thu được tại địa phương ban đầu được đóng góp vào ngân sách liên bang tại Moskva và một số trong số đó đã được đầu tư trở lại vào các nền kinh tế địa phương. Các số liệu cho các khoản đầu tư này đã được cung cấp cho công chúng, do đó thúc đẩy một ấn tượng tích cực về những đóng góp của Trung tâm Liên bang Xô viết cho ngoại vi, bao gồm các quốc gia Baltic. Tuy nhiên, con số đầu tư không đại diện cho thu nhập thực tế; thay vào đó, chúng giống với khía cạnh chi tiêu của ngân sách quốc gia. Tại Estonia vào năm 1947, các doanh nghiệp tư nhân đã hoàn toàn biến mất, kèm theo một sự công nghiệp hóa nhanh chóng xảy ra ngay sau khi Liên Xô sáp nhập Estonia. Các nhà hoạch định Liên Xô đã mở rộng khai thác và chế biến đá phiến dầu vào cuối những năm 1940, tiếp quản ngành công nghiệp đó ở phía đông bắc Estonia. Vào những năm 1970, nền kinh tế Liên Xô đã trải qua sự trì trệ trầm trọng.
Thu nhập quốc dân trên đầu người ở Estonia cao hơn các nơi khác ở Liên Xô (44% so với mức trung bình của Liên Xô năm 1968). Tuy nhiên, mức thu nhập cũng vượt qua Liên Xô khi Estonia độc lập. Các nguồn dữ liệu chính thức của Estonia cho rằng sự chiếm đóng của Liên Xô đã làm chậm đáng kể sự tăng trưởng kinh tế của Estonia, dẫn đến một "khoảng cách giàu nghèo" rộng lớn so với các nước láng giềng (Phần Lan và Thụy Điển). Ví dụ, nền kinh tế và mức sống của người Estonia tương tự như ở Phần Lan trước Thế chiến II. Bất chấp những tuyên bố cải thiện tiêu chuẩn của Liên Xô và Nga, thậm chí ba thập kỷ sau Thế chiến II, Estonia vẫn còn tình tình trạng thiếu nhà ở và lương thực và thua xa Phần Lan không chỉ về mức thu nhập, mà còn ở tuổi thọ trung bình. Ngoài ra, các nước trong khối Warsaw đã trải qua sự kém hiệu quả của các hệ thống này mà không có sự cạnh tranh hay giá cả bù trừ thị trường trở nên tốn kém và không bền vững và họ tụt hậu đáng kể so với các đối tác Tây Âu về thu nhập bình quân đầu người và tổng sản phẩm quốc nội. GDP năm 1990 trên đầu người của Estonia là 10.733 USD so  với 26.100 USD của Phần Lan. Các nguồn dữ liệu của Estonia ước tính thiệt hại kinh tế liên quan trực tiếp đến sự chiếm đóng thứ hai của Liên Xô (từ năm 1945 đến năm 1991) khoảng hàng trăm tỷ USD. Tương tự, thiệt hại cho hệ sinh thái Estonia ước tính khoảng 4 tỷ USD.

### Nông nghiệp
Vào ngày 21 tháng 5 năm 1947, Uỷ ban Trung ương của Đảng Cộng sản Liên Xô được ủy quyền tập thể hóa nông nghiệp Estonia. Ban đầu nó được thực hiện với những khó khăn lớn ở các nước cộng hòa Baltic nhưng nó được tạo điều kiện bởi trục xuất hàng loạt của nông dân bất đồng chính kiến, được gọi là kulak. Kết quả là, vào cuối tháng 4 năm 1949, một nửa số nông dân còn lại ở Estonia đã tham gia kolkhozes. 99,3% trang trại đã được tập thể hóa vào năm 1957.

### Công nghiệp và môi trường
Một số khoản đầu tư lớn đã được thực hiện bởi Uỷ ban Trung ương của Liên Xô để khai thác tài nguyên trên lãnh thổ Estonia như đá phiến dầu, gỗ và sau đó, quặng uranium, như một phần của chương trình tái thiết sau chiến tranh. Kế hoạch 5 năm đầu tiên được gọi là Kế hoạch năm năm lần thứ tư quy định tổng cộng 3,5 tỷ rúp đầu tư cho các doanh nghiệp ở Estonia.
Một trong những mục tiêu quan trọng trong cải cách kinh tế Estonia này là cung cấp hỗ trợ kinh tế cho Leningrad. Cuối cùng, 40% tổng vốn đầu tư của Kế hoạch 5 năm lần thứ tư được chi tiêu ở Estonia được dành cho các khoản đầu tư vào cơ sở hạ tầng khai thác đá phiến dầu. Đá phiến dầu giàu khí được chuyển đến Leningrad thông qua một đường ống được xây dựng đặc biệt bắt đầu từ năm 1948; khí đốt từ chính nguồn này đã không đến được vào năm 1953. Vào năm 1961, 62,5% lượng khí được sản xuất vẫn được chuyển đến Leningrad.
Đến cuối năm 1954, 227.000 căn hộ ở Leningrad đã được cung cấp khí đốt bằng cách sử dụng đầu ra của Kohtla-Järve và chỉ khoảng ba phần trăm trong số đó, hoặc 6.041 căn hộ đã được cung cấp tại Tallinn.